# Juan Manuel de Rosas
Juan Manuel de Rosas (Buenos Aires, Onderkoninkrijk van de Río de la Plata, 30 maart 1793 – Southampton, Verenigd Koninkrijk 14 maart 1877) was een Argentijns politicus, militaire leider en caudillo die de Argentijnse Confederatie bijna onafgebroken leidde van 1829 tot 1852. Hij vluchtte uit Buenos Aires en leefde ongeveer 20 jaar in ballingschap in het Verenigd Koninkrijk, waar hij stierf in 1877. 

## Biografie
Juan Manuel José Domingo Ortiz de Rosas werd op 30 maart 1793 geboren in Buenos Aires. Hij was het eerste van twaalf kinderen van León Ortiz de Rosas en Augustina López de Osornio. Zijn vader was de zoon van een Spaanse immigrant uit de provincie Burgos. Tot zijn achtste jaar werd hij thuis onderwezen, wat in die tijd vrij normaal was en daarna ging hij naar de beste privéschool van Buenos Aires. 
Bij de Britse invasie van Río de la Plata in 1806 werd hij ingezet in het leger om de Britten te verslaan. Hij was toen dertien jaar en moest munitie bezorgen aan de troepen. Na de Britse invasies verliet het gezin Buenos Aires en ging op een estancia (ranch) wonen. Juan Manuel werkte goed samen met de gaucho's, die de landerijen bewerkten, maar liet hen altijd verstaan dat hij de baas was. In 1811 nam hij de leiding over de estancia over en in 1813 huwde hij Encarnación Ezcurra. Hij wilde zelf een carrière uitbouwen en verliet de estancia om een handel te beginnen in gezouten vlees. 
Rosas was een voorstander van het kolonialisme, maar aanvaardde in 1816 de onafhankelijkheid. Door de onafhankelijkheid kwam het tot een interne strijd om de macht tussen de provincies en de stad Buenos Aires. De unitaire partij steunde de suprematie van Buenos Aires, terwijl de federalistische partij voor meer autonomie bij de provincies was. Rosas diende in het leger van Buenos Aires. Na het conflict keerde hij terug naar zijn estancia en kreeg hij van de regering nog meerdere gronden als eigendom. Tegen 1830 was hij de tiende grootste grootgrondbezitter van de provincie Buenos Aires, waartoe toen de gelijknamige stad ook nog behoorde. Het gebied bedroeg 170.000 ha.
In 1829 werd hij verkozen tot gouverneur van de provincie Buenos Aires. Als gouverneur had hij veel macht en zijn beleid werd later door historici gezien als een dictatuur. Zijn termijn eindigde in 1832. De volgende jaren was hij bezig met de verovering van het zuiden. Vele grondbezitters verhuisden naar het zuiden van het land, dat voorheen zo goed als onaangeroerd was en enkel door inheemse volkeren bewoond werd. Oorlogsveteranen kregen van Rosas grote lappen grond. Als de indiaanse bevolking zich vrijwillig overgaf werden ze door de Rosas beloond, maar indien ze zich verzetten werden ze vermoord. 
In 1835 werd hij opnieuw gouverneur. Hij begon hierna met een totalitair regime. Hij bezat slaven en gaf zelfs een nieuwe stimulans aan de slavenhandel in het land. Tegenstanders van zijn beleid werden verbannen of de mond gesnoerd. Er zouden tussen 1829 en 1852 ongeveer 2.000 mensen geëxecuteerd zijn. 
In 1852 werd zijn regime omver geworpen na een verloren oorlog tegen het Braziliaanse keizerrijk, Uruguay en de Argentijnse provincies Entre Ríos en Corrientes. Hij vluchtte naar Engeland waar hij in Southampton verbleef tot aan zijn dood op 14 maart 1877. De laatste jaren van zijn leven bracht hij door als boer.
- Bibsys: 8070311
- Biblioteca Nacional de Chile: 000041613
- Biblioteca Nacional de España: XX1562005
- Bibliothèque nationale de France: cb12133790p (data)
- Catàleg d'autoritats de noms i títols de Catalunya: 981058609796306706
- Gemeinsame Normdatei: 118602586
- International Standard Name Identifier: 0000 0001 2133 4956
- Library of Congress Control Number: n50082051
- Nationale bibliotheek van Australië: 35690395
- Nationale Bibliotheek van Israël: 987007267236205171
- Nationale Bibliotheek van Polen: a0000003662980
- Nederlandse Thesaurus van Auteursnamen: 06970192X
- SNAC: w6807s1x
- Système universitaire de documentation: 029787475
- Trove: 1044093
- Virtual International Authority File: 54182829
- WorldCat: E39PBJxMjxVdG6WmXy36vRGJXd